# ضربة (مصطلح انترنت)
الضربة (بالإنجليزية: Hit) هي طلب لملف يرسل إلى خادم الويب (مثل صفحة ويب أو صورة أو JavaScript أو ورقة الأنماط المتتالية). قد يكون هناك العديد من الطلبات المرسلة (الضربات) لكل صفحة معروضة على الإنترنت لأن صفحة HTML يمكن أن تحتوي على ملفات متعددة، مثل الصور.